# Aleksandrijska patrijarhija
Aleksandrijska patrijarhija (grč. Πατριαρχεῖο Ἀλεξανδρείας καὶ πάσης Ἀφρικῆς) lokalna je i autokefalna pravoslavna crkva. Na drugom je mjestu u diptihu.
Aleksandrijsku crkvu osnovao je sveti apostol i evanđelist Marko.
Od 451. Aleksandrijska crkva ima dostojanstvo patrijarhije i bila je treća po časti u kršćanstvu nakon Rima i Carigradske patrijarhije. Međutim, tijekom druge polovice 5. stoljeća Aleksandrijska je crkva oslabljena zbog unutarnjih sukoba, koji su nastali zbog širenja monofizitske hereze, što je na kraju dovelo do raskola i stvaranja potpuno odvojene koptske orijentalne pravoslavne crkve. Sredinom 7. stoljeća nakon arapskog osvajanja Egipta uslijedile su nove nevolje, a kasnije je na tom području zavladalo Osmansko Carstvo. Do nedavno je Aleksandrijska crkva bila pod snažnom crkvenom ovisnošću o Carigradskoj patrijarhiji.
Aleksandrijska crkva dala je velike učitelje i svece, koje štuju i katolici i pravoslavni kao što su: sveti Atanazije Aleksandrijski (+373) i Ćiril Aleksandrijski (+444). Iz te su Crkve potjecali poznati teolozi - prezbiter Klement Aleksandrijski i njegov nasljednik Origen, koji su bili utemeljitelji znanstvene teologije i koji su postavili temelje za crkvu grčke jezične kulture i filozofije. Aleksandrijska crkva kolijevka je redovništva. Na njenom tlu živjeli su: utemeljitelj istočnog monaštva sv. Antun Pustinjak (+356), prvi utemeljitelj zajedničkog monaštva Pahomije (+348), slavni egipatski ave Pajsije Veliki (+400), Pimen Veliki (+450) i drugi.

## Organizacija
Kanonsko područje Aleksandrijske crkve uključuje države u sjevernoj, središnjoj i južnoj Africi. Organizirana je u 21 nadbiskupiju i 5 biskupija, koje uključuju preko 300 000 vjernika. Ukupno postoji oko 150 hramova i bogomolja i 6 manastira.
U samom Egiptu većina vjernika su egipatski (aleksandrijski) Grci, manji dio su egipatski Arapi, a vrlo mali dio su Kopti.
Aksumska biskupija Aleksandrijske patrijarhije sa sjedištem u Adis Abebi pokriva teritorij Etiopije, Eritreje, Somalije i Džibutija.
U Južnoafričkoj Republici misionarstvo vodi Srpska pravoslavna crkva.
Naslov poglavara Aleksandrije glasi: "Najblagosloveniji, najbožanskiji i najsvetiji otac i pastor, papa i patrijarh velikog grada Aleksandrije, Libije, Pentapolisa, Etiopije, cijelog Egipta i cijele Afrike, otac otaca, pastir pastira, župnik, nadbiskup, trinaesti apostol, sudac." Izbor Teodora II. za poglavara Aleksandrijske pravoslavne crkve održan je 9. listopada 2004., a ustoličenje se dogodilo 24. listopada iste godine.